# Bristol Commercial Vehicles

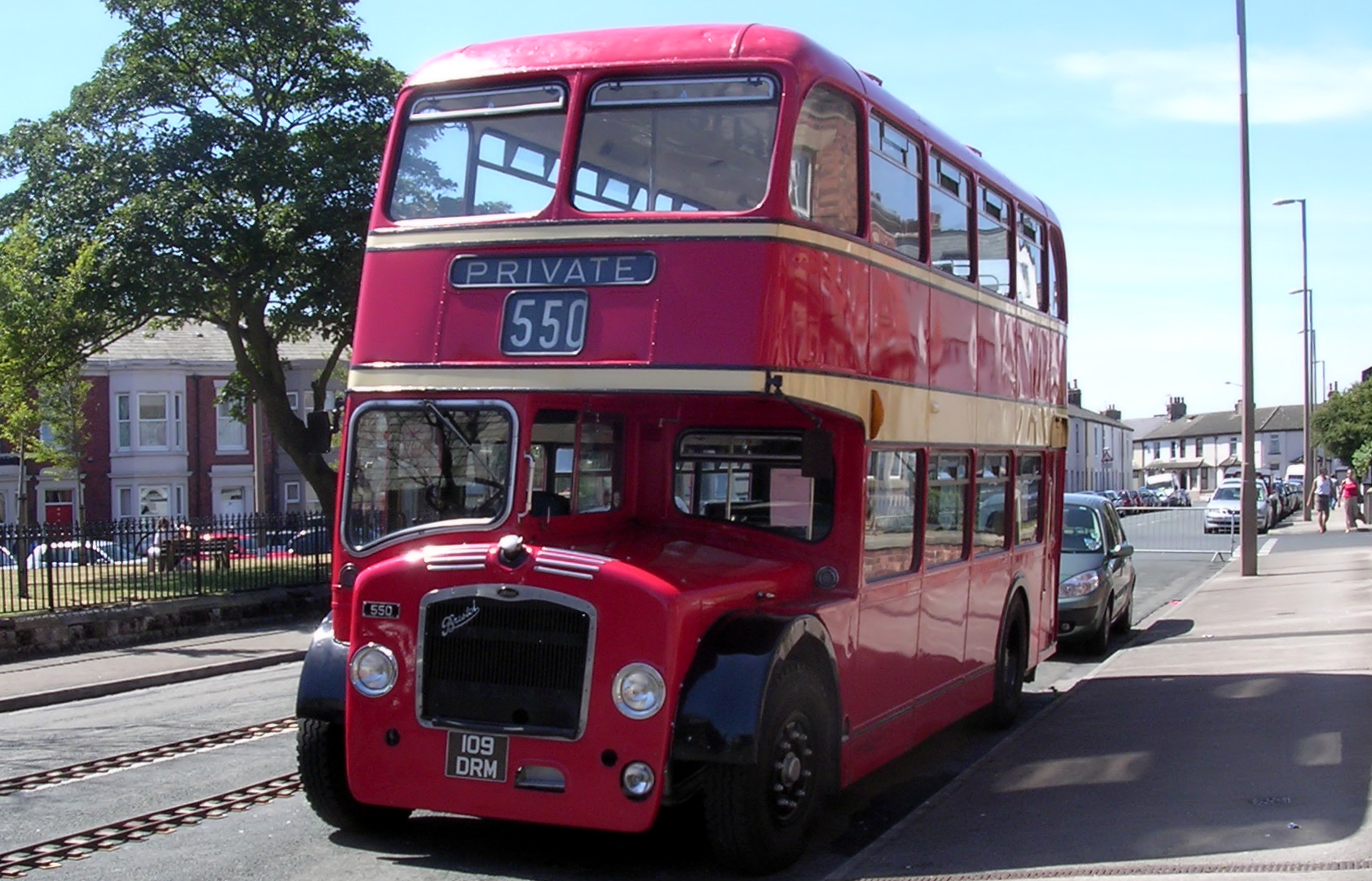
Bristol Lodekka

Bristol Commercial Vehicles war ein Hersteller von Omnibussen und Lastkraftwagen aus Bristol, England. Die Firma ging aus der 1875 von Sir George White gegründeten Bristol Tramways Company, einem Betreiber von Straßenbahnen in Bristol, hervor. Mittlerweile in Bristol Tramways & Carriage Company umbenannt, wurde 1908 der erste Omnibus hergestellt. Die Produktion endete 1983, als die Produktion in die Werke von Leyland Motors verlagert wurde.

## Geschichte
Im Jahr 1908 wurde der erste Bus der Bristol Tramways & Carriage Company hergestellt. Im Jahr 1931 wurde die Firma von der Tilling Group, die die Mehrzahl der Betreiber von Buslinien im Großbritannien der Zwischenkriegszeit kontrollierte, übernommen. Von 1948 bis zu Beginn der 1980er Jahre war der Busverkehr in Großbritannien weitgehend staatlich organisiert. Im Jahr 1948 wurde Bristol Tramways & Carriage Company Bestandteil der staatlichen British Transport Commission, die die Betreiber verschiedener Verkehrsbetriebe umfasste. Die Produktion von Bussen wurde 1955 vom Betrieb der Buslinien getrennt, aus der Bristol Tramways & Carriage Company herausgelöst und in Bristol Commercial Vehicles umbenannt.
Im Jahr 1962 begann die Produktion des Fahrgestells der Serie RE. Zur damaligen Zeit war es üblich, dass die Hersteller von Omnibussen Fahrgestelle produzierten, die dann von verschiedenen spezialisierten Herstellern karosseriert wurden. 1963 ging die British Transport Commission in die ebenfalls staatliche Transport Holding Company (THC) über, zu der auch Bristol Commercial Vehicles gehörte. Leyland erwarb 1965 einen 25 %-Anteil an Bristol und ECW, damit wurde der Verkauf von Bussen an Betreiber möglich, die nicht zur THC gehörten. Die Produktion der Serie LH wurde 1967 begonnen, im Jahr darauf folgte die Serie VRT.
1969 wurden alle englischen und walisischen Betreiber von Buslinien, die zur THC bzw. der British Electric Traction (BET) gehörten, in die neu gegründete National Bus Company überführt. Leyland erhöhte seinen Anteil an Bristol und ECW um weitere 25 % durch einen Aktientausch, die beiden Firmen erwarben im Gegenzug 50 % der Anteile am Aufbautenhersteller Park Royal Vehicles. Leyland verließ die NBC. Zur Verwaltung der Joint-Ventures Bristol, ECW, Park Royal und Leyland National wurde die Bus Manufacturers (Holdings) Ltd. gegründet.
1981 wurde mit Produktionsbeginn des Leyland Olympian die Produktion der VRT- und LH-Chassis eingestellt. Im Folgejahr erwarb Leyland einen 50 %-Anteil an Bus Manufacturers (Holdings) Ltd. von der NBC. Im gleichen Jahr endete die Produktion der RE-Chassis, ein Jahr darauf wurde die Produktion bei Bristol eingestellt, die verbleibenden Typen wurden in Werken von Leyland gefertigt. Die Produktionseinstellungen und das Ende der Firma waren Folge der zu Beginn der 1980er Jahre eingestellten Subventionen des öffentlichen Personenverkehrs in Großbritannien und der Deregulierung des Verkehrswesen. Erschwerend kam die Konkurrenz europäischer Hersteller wie Neoplan und Van Hool hinzu.

## Serien

### Eindecker
- L type
- SC – Small Capacity (geringe Kapazität)
- SU – Small Underfloor engined (klein, Unterflurmotor)
- LS – Light Saloon (Reisebus, klein)
- MW – Medium Weight (mittelschwer)
- LH – Light Horizontal engined (leicht, liegender Motor)
- RE – Rear Engined (Heckmotor)
  - RELL – Rear Engined Long and Low (Heckmotor, lang, niedrig)
  - RESL – Rear Engined Short and Low (Heckmotor, kurz, niedrig)
  - RELH – Rear Engined Long and High (Heckmotor, lang, hoch)
  - RESH – Rear Engined Short and High (Heckmotor, kurz, hoch)
- B21 – auch als Leyland Lion vermarktet
- B52 – als Leyland vermarktet

Da sie den modernen Anforderungen an Barrierefreiheit nicht entsprechen, werden die meisten Busse nicht mehr kommerziell eingesetzt. Auf Malta werden jedoch noch einige Bristol-Busse im ÖPNV genutzt.

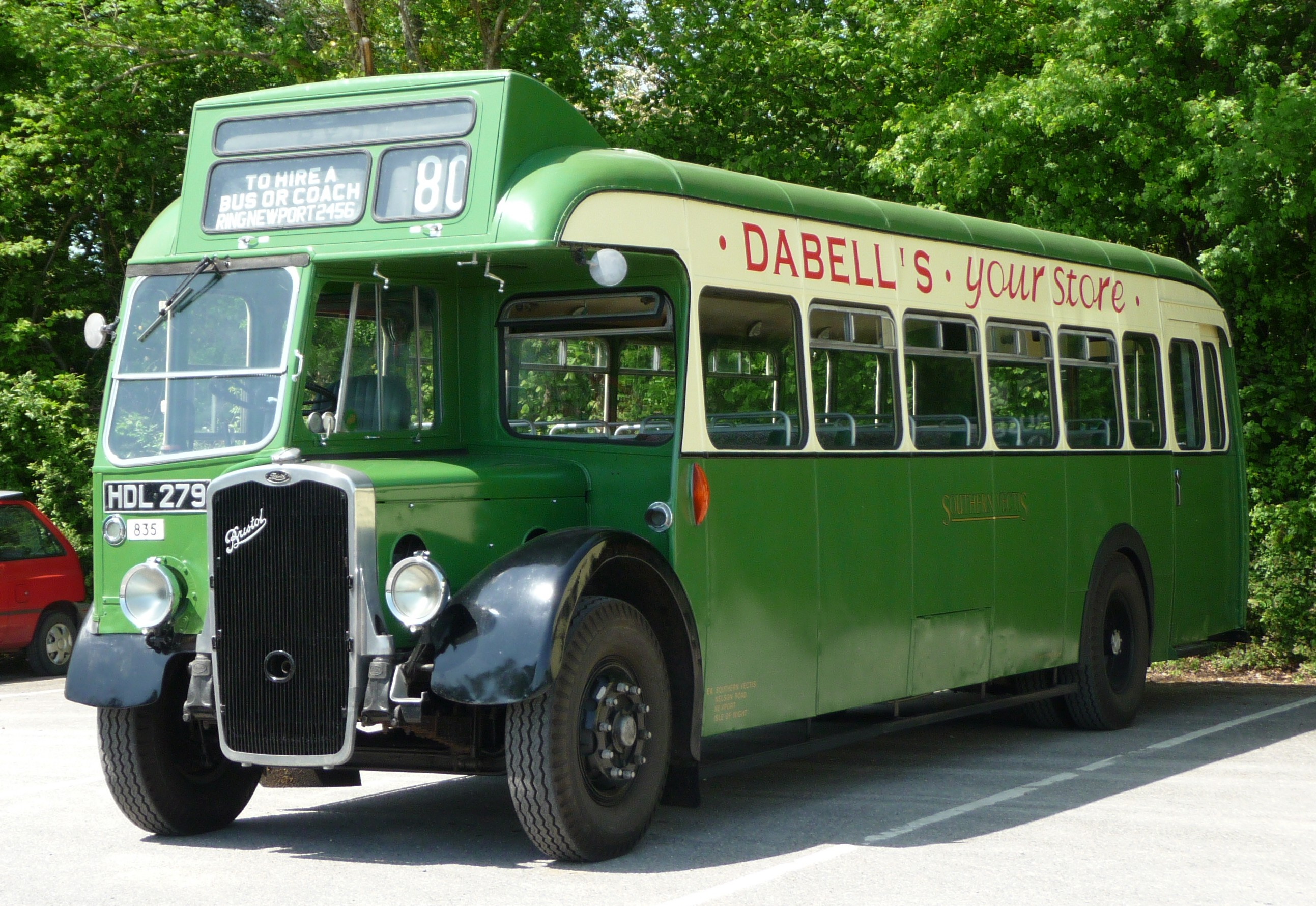
Bristol LL
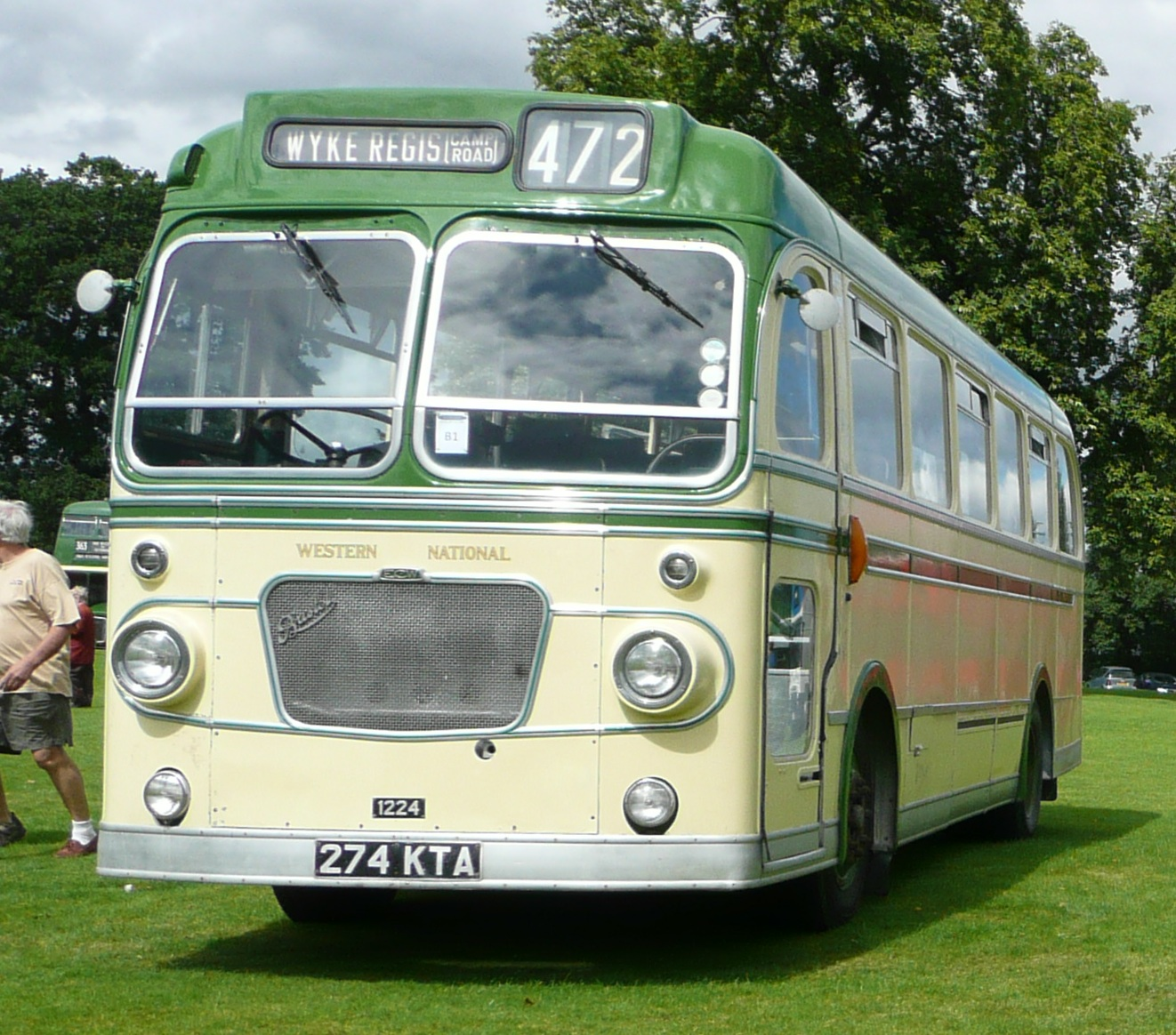
Bristol SUL
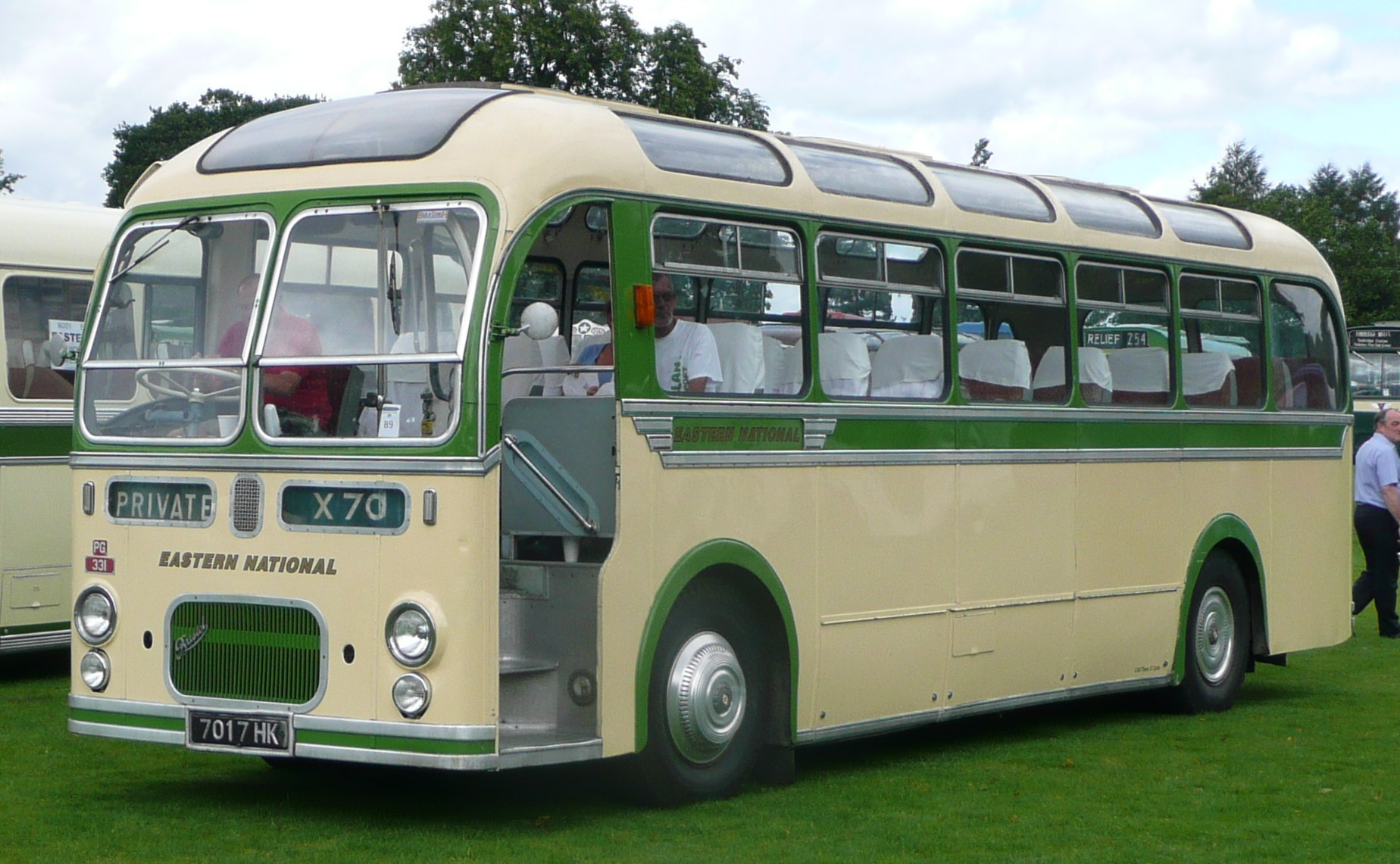
Bristol MW
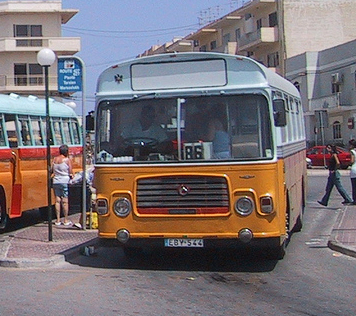
Bristol LH auf Malta
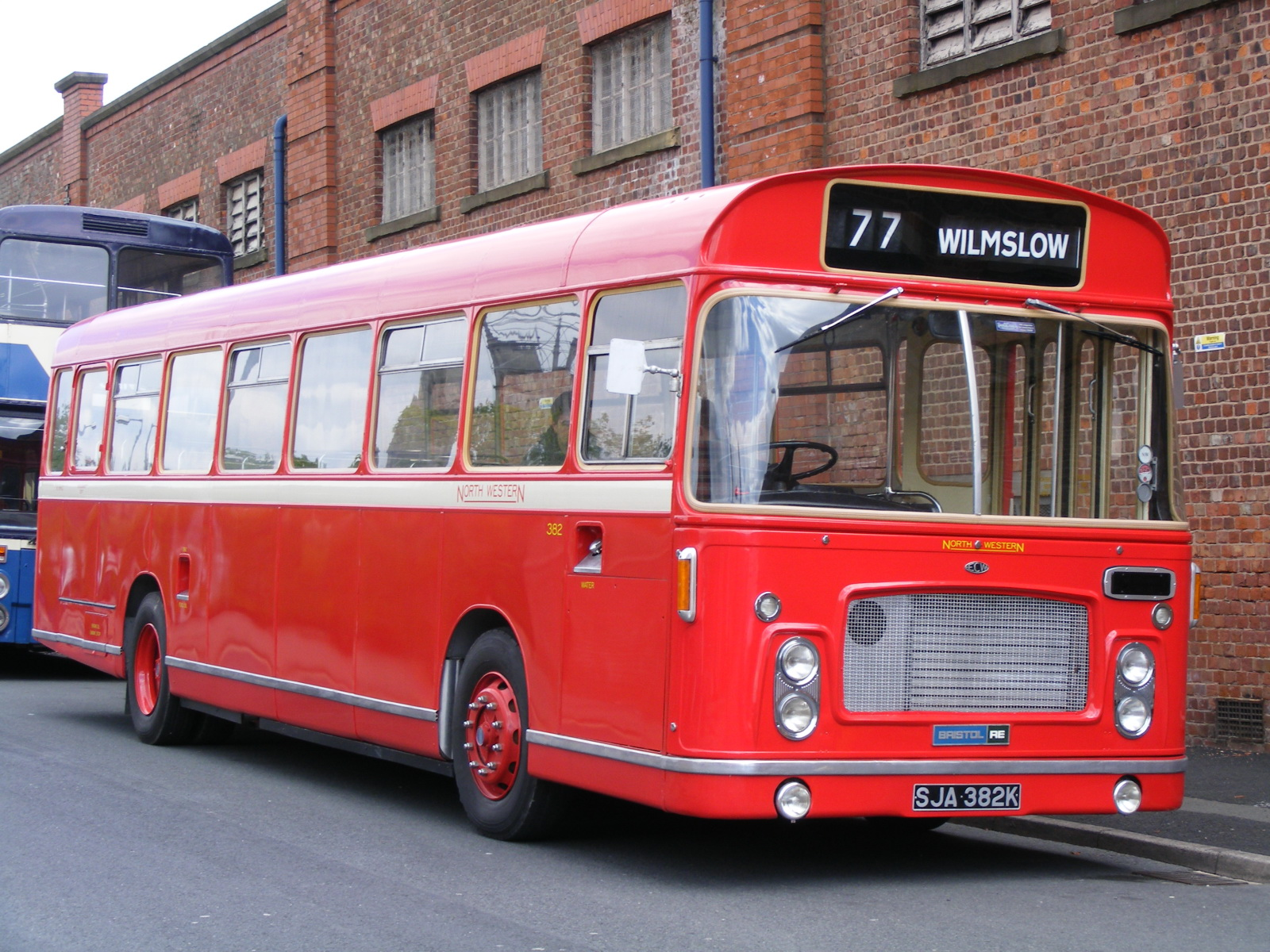
Bristol RE

### Doppeldecker
- K type
- LD Lodekka
  - FS/FSF – Flat floor (flacher Boden)
  - FL/FLF Lodekka – Flat floor Front Entrance (flacher Boden, Einstieg vorn)
- VR – Vertical Rear Engined (Heckmotor)
  - VRL – Vertical Rear Engined (Longitudinal)
  - VRT – Vertical Rear Engined (Transverse)
- Leyland Olympian

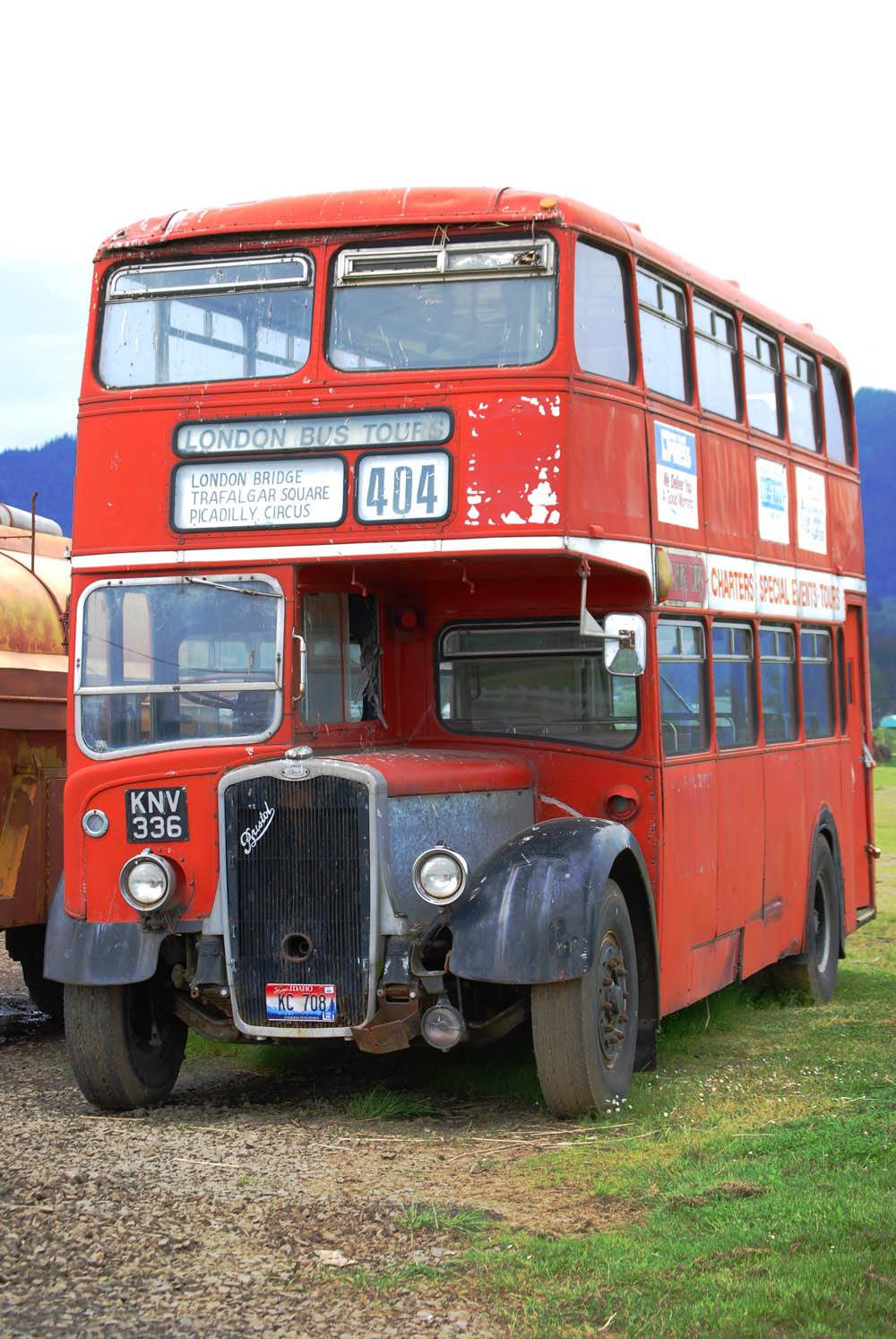
Bristol K
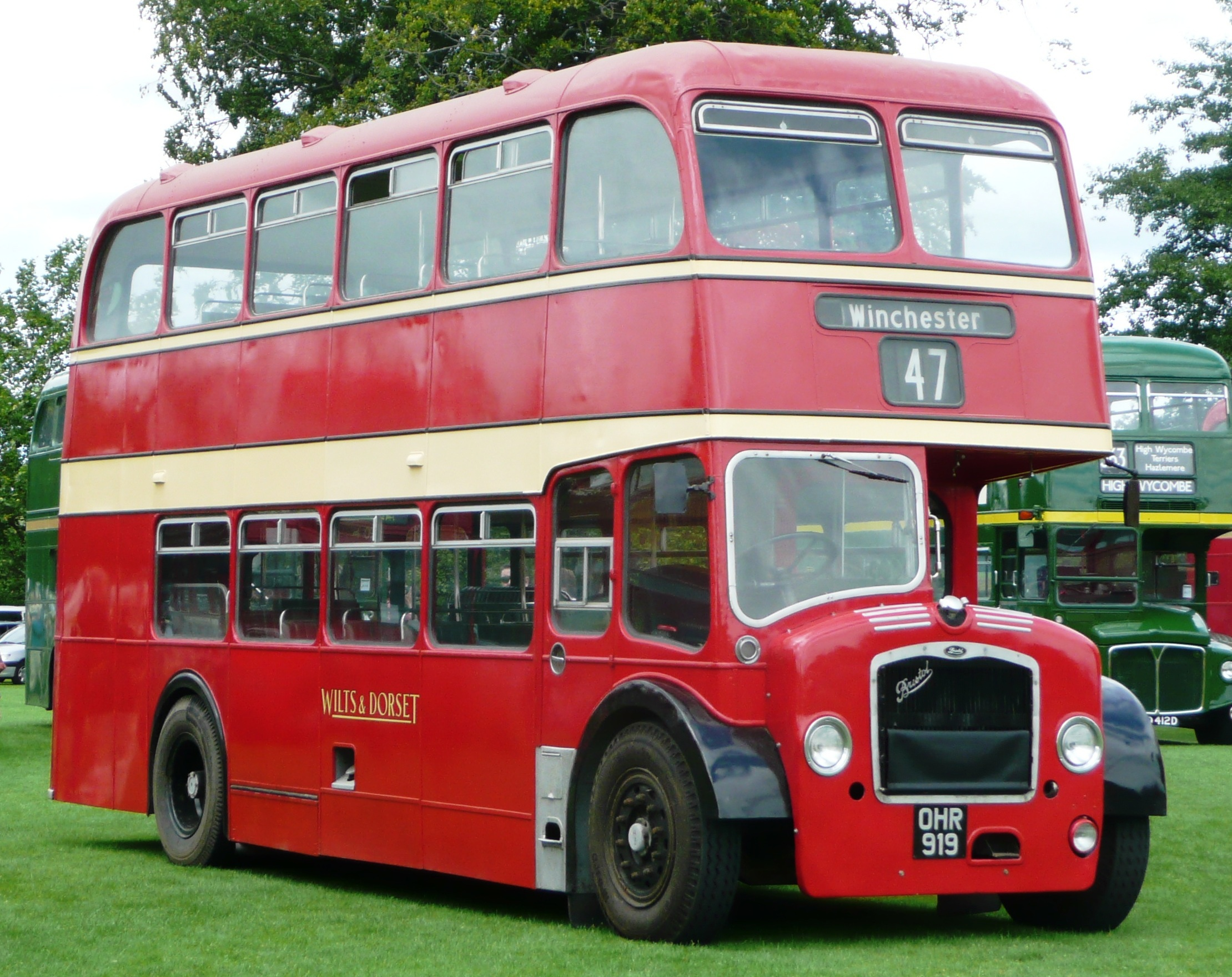
Bristol Lodekka, Aufbau ECW
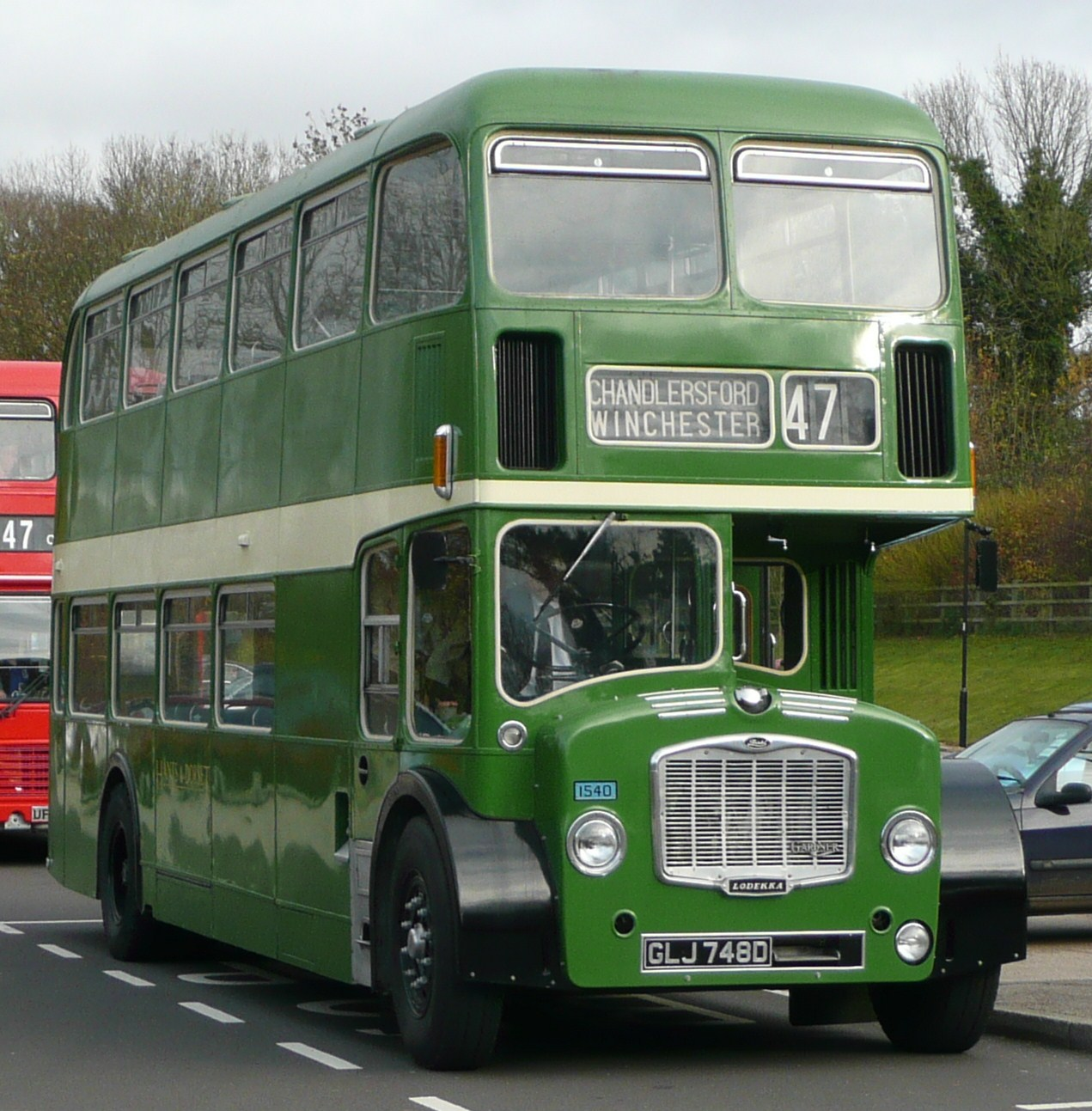
Bristol Lodeka FLF
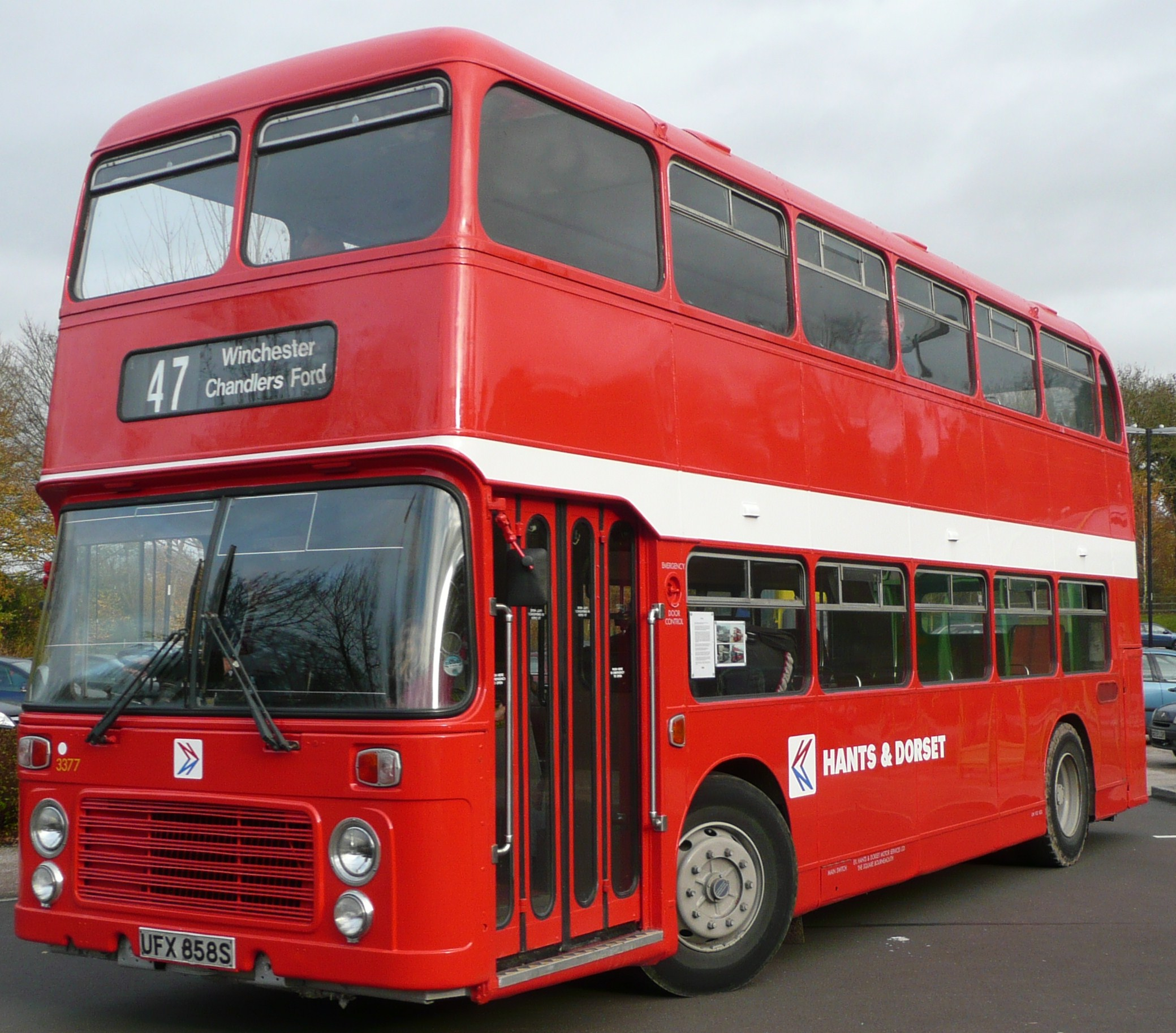
Bristol VR
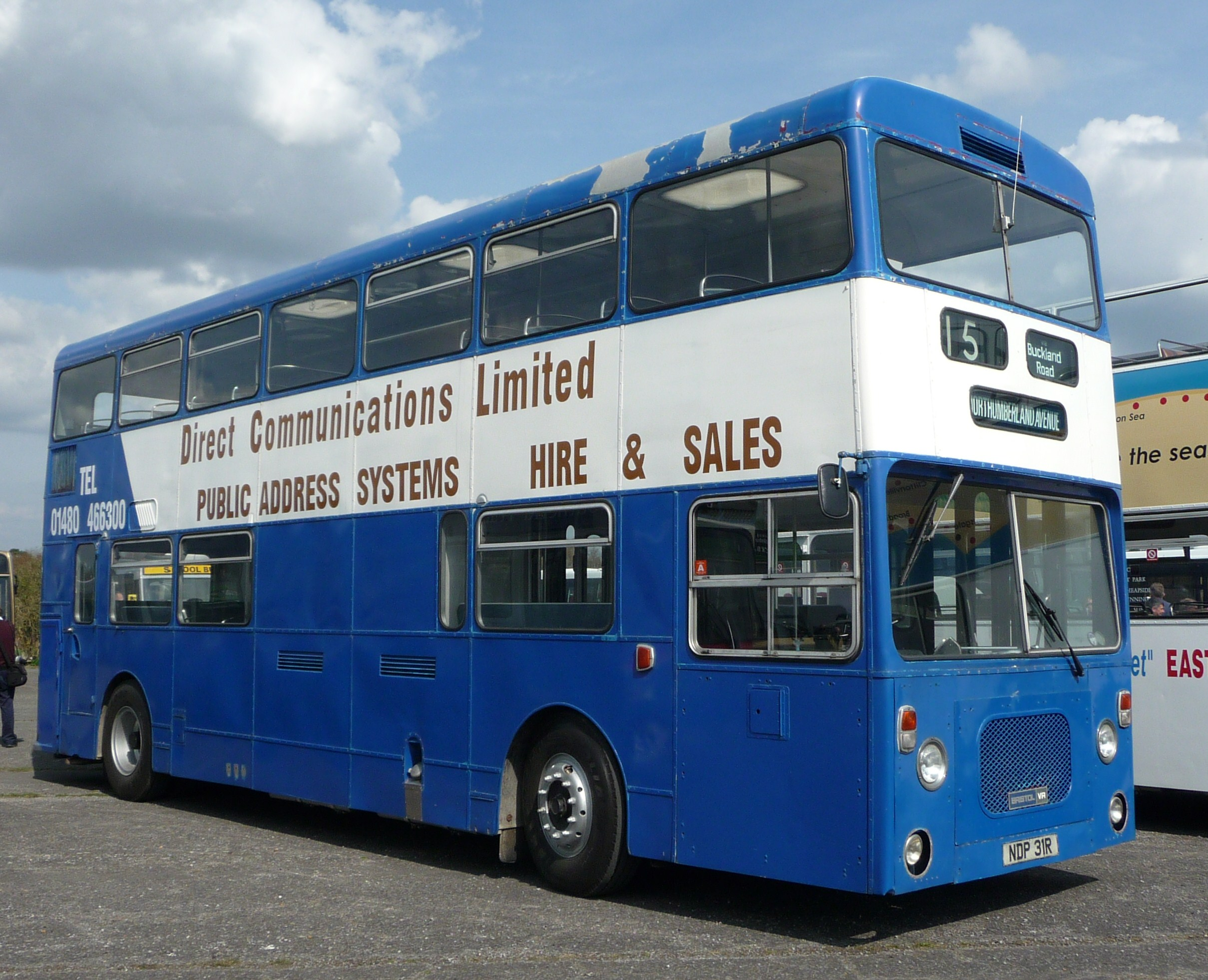
Bristol VRT

### Lkw

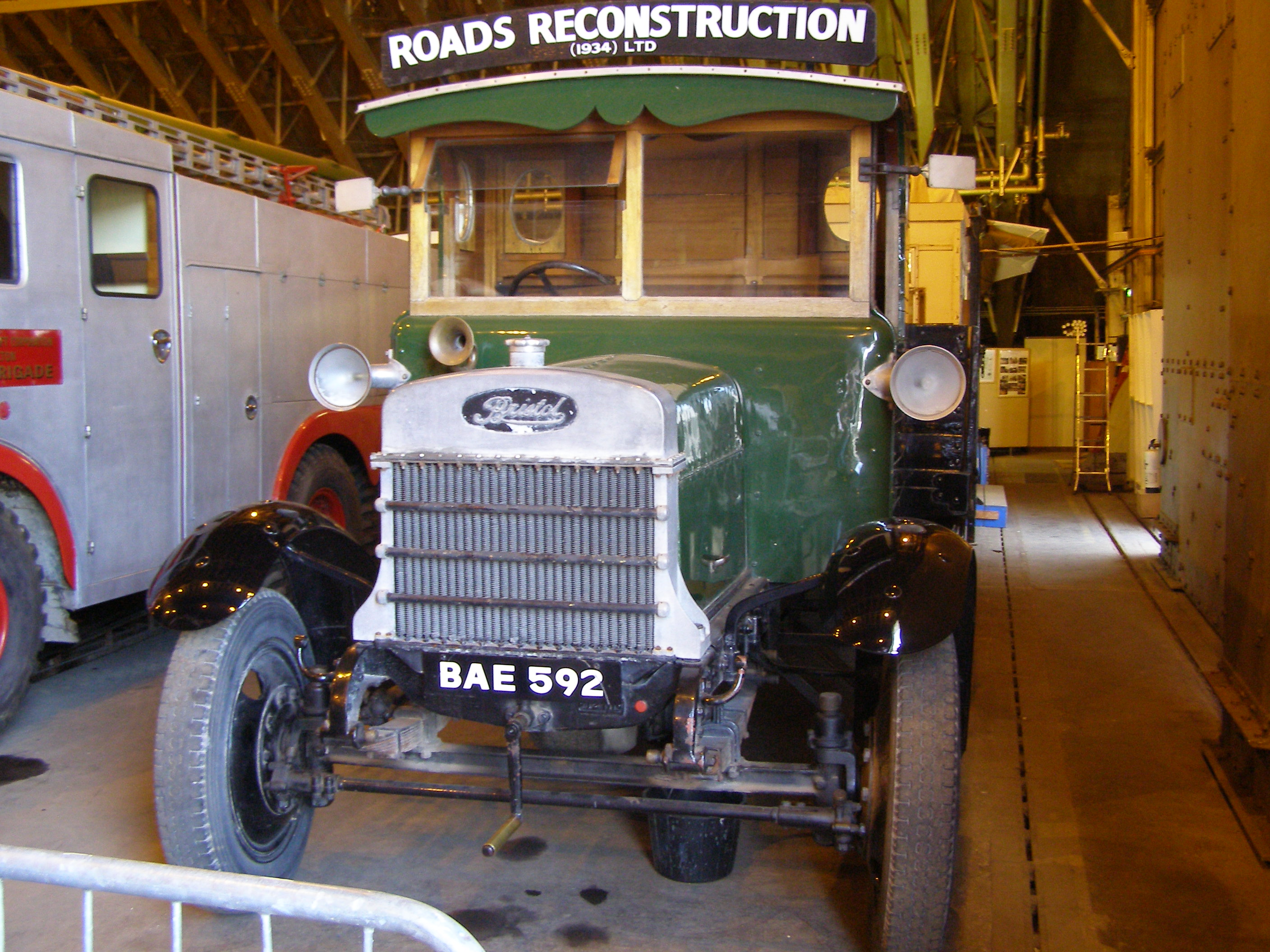
Bristol 4-Tonner

- HG – Heavy Goods (Schwergut)
- HA
- ST – Semi-Trailer (Zugmaschine)

### Schienenbus
Bristol lieferte im Jahr 1958 die Chassis für eine zwei experimentelle Triebwagen. Verbaut wurde ein Motor von Gardner mit 112 PS (84 kW) und ein hydraulisches Automatikgetriebe. Der Aufbau wurde von Eastern Coach Works gefertigt. Lediglich zwei dieser Fahrzeuge wurden gebaut und auf Nebenstrecken in Schottland verwendet. Es gab jedoch keine Folgeaufträge und die gelieferten Fahrzeuge wurden 1966 außer Dienst gestellt und verschrottet.